# Waitzia podolepis
Waitzia podolepis là một loài thực vật có hoa trong họ Cúc. Loài này được (Gaudich.) Benth. miêu tả khoa học đầu tiên năm 1867.